# Parthenicus cercocarpi
Parthenicus cercocarpi är en insektsart som beskrevs av Knight 1968. Parthenicus cercocarpi ingår i släktet Parthenicus och familjen ängsskinnbaggar. Inga underarter finns listade i Catalogue of Life.